# Willi Kraus (Fußballspieler, 1926)
Willi Kraus (* 3. Dezember 1926 in Frankfurt-Eckenheim; † 28. Mai 1993), genannt Scheppe Kraus, war ein deutscher Fußballspieler.
Willi Kraus wuchs in Frankfurt am Main auf und erlernte das Fußballspielen beim Eckenheimer Stadtteilverein Viktoria Preußen. Von 1946 bis 1952 spielte er für Eintracht Frankfurt in der Fußball-Oberliga Süd, wo er in 101 Spielen 43 Tore erzielte und den Spitznamen „Der Tormacher“ erhielt. Nach einer Saison bei Alemannia Aachen ging er von 1953 bis 1957 für den FSV Frankfurt auf Torejagd. Seine Karriere ließ Willi Kraus schließlich bei Viktoria Preußen ausklingen.
Er war der Vater des Fußballers Wolfgang Kraus.